# Język transformacji XML
Język transformacji XML jest językiem programowania zaprojektowanym specjalnie w celu transformacji dokumentu wejściowego XML w wyjściowy dokument spełniający określone cele.
Wyróżnić możemy dwa specjalne przypadki transformacji:
- XML do XML: dokument wyjściowy jest dokumentem XML.
- XML do Danych: dokument wyjściowy jest strumieniem danych.

## XML do XML
Transformacja XML do XML generuje dokument XML z wykorzystaniem potoku XML

## XML do Danych
Transformacja XML do Danych zawiera pewne ważne wyjątki. Najważniejszym jest transformacja XML do HTML (HyperText Markup Language), gdzie dokument HTML nie jest dokumentem XML.

## Istniejące języki
XSLTXSLT jest najpopularniejszym językiem transformacji XML. Zalecenia XSLT 1.0 W3C zostały opublikowane w 1999 razem z XPath 1.0, i zostały szeroko zaimplementowane od tego czasu. XSLT 2.0 jest zalecany przez W3C od stycznia 2007 i dostępne są implementacje tej specyfikacji takie jak Saxon 8.
XQueryXQuery jest w pełni funkcyjnym językiem, pomimo słowa "query" w nazwie.  Jest on de facto standardem używanym przez Microsoft, Oracle, DB2, Mark Logic, etc., jest podstawą dla internetowego modelu programowania XRX, oraz posiada rekomendacje W3C dla wersji 1.0.  XQuery nie jest napisany XML jak XSLT, więc jego składnia jest znacznie lżejsza.  Język bazuje na XPath 2.0. Programy XQuery nie mogą posiadać efektów ubocznych, tak jak XSLT oraz zapewnia niemal tę samą funkcjonalność (na przykład: deklaracja zmiennych i funkcji, zliczanie sekwencji, użycie typów schematów W3C), pomimo że składnia języka jest nieco inna.
XProcXProc jest językiem Potoku XML. Rekomendacja XProc 1.0 W3C została opublikowana w Maju 2010.
XML document transformJest standardem firmy Microsoft do wykonywania prostych transformacji dokumentów XML. Powstał początkowo w celu tworzenia pliku konfiguracyjnego IIS Web.config.
STXSTX (Streaming Transformations for XML) powstał na podstawie XSLT, ale został zaprojektowany aby umożliwić jednoprzebiegowe procesy transformacji które nie umożliwiają przesyłu strumieniowego. Implementacje sa dostępne w języku Java (Joost) oraz Perl (XML::STX).
XML ScriptXML Script językiem skryptowym inspirowanym Perlem, który używa składni XML. XML Script wspiera XPath i jego własność DSLPath w celu wybierania węzłów z drzewa wejściowego.
FXTFXT jest funkcyjnym narzędziem transformacji XML, zaimplementowanym w języku Standard ML.
XDuceXDuce jest językiem o lekkiej składni, porównywalnym do XSLT. Jest napisany w ML.
CDuceCDuce rozszerza XDuce do ogólnego przeznaczenia funkcyjnego języka programowania, zobacz CDuce homepage.
XACTXACT jest bazującym na języki Java systemem do programowania transformacji XML.
XStreamXStream jest prostym językiem transformacji dla dokumentów XML bazującym na CAML.
HaXmlHaXml jest kolekcją narzędzi do pisania transformacji XML w języku Haskell. Jego podejście jest bardzo spójne i skuteczne.
FleXMLFleXML jest językiem przetwarzania XML, zaimplementowanym przez Kristofera Rose.